# Quadricalcarifera bioculata
Quadricalcarifera bioculata är en fjärilsart som beskrevs av Sergius G. Kiriakoff 1967. Quadricalcarifera bioculata ingår i släktet Quadricalcarifera och familjen tandspinnare. Inga underarter finns listade.